# Tiago Prado
Tiago Prado Nogueira (* 3. Mai 1984 in Rondonópolis) ist ein ehemaliger brasilianischer Fußballspieler.

## Karriere
Tiago begann seine Karriere 2002 beim Erstligisten Grêmio FBPA. Am Ende der Série A 2004 stieg der Verein in die zweite Liga ab. 2005 feierte er mit dem Verein die Zweitligameisterschaft und den Aufstieg in die erste Liga. 2006 wechselte er zu Figueirense FC. 2007 wechselte er zum japanischen Zweitligisten Kyōto Sanga, bestritt 29 Zweitligaspiele und schoss dabei drei Tore. 2007 wurde er mit dem Verein Tabellendritter der zweiten Liga und stieg in die erste Liga auf. 2008 kehrte er zu Figueirense zurück. Von 2009 bis 2010 spielte er bei Vila Nova FC, Porto Alegre FC und EC Pelotas. 2010 unterschrieb er einen Vertrag beim chinesischen Zweitligisten Chengdu Blades. 2011 wechselte er zum japanischen Zweitligisten Consadole Sapporo. Danach spielte er bei Roma Esporte Apucarana und CE Bento Gonçalves. 2014 beendete er seine Karriere als Fußballspieler.